# No te muevas!
No te muevas! és el segon treball discogràfic del grup de música punk RIP, publicat pel segell Basati Disk el 1987.

## Llista de cançons
1. Condenado[2]
2. Eskoria
3. Policía no
4. Última generación
5. Incorruptible
6. Odio a mi patria
7. Revolución
8. Txapelgorri
9. Kaos
10. Brigada criminal
11. No hay futuro
12. Antimilitar
13. Terrorismo policial
14. Mundo muerto
15. Ahogate
16. Presos
17. Enamorado de la muerte
18. Lepoan hartu ta segi aurrera

## Edicions
- No te muevas! (LP, agost de 1987, Wild Records)
- No te muevas! + Zona Especial Norte (LP, novembre de 1993, Wild Records)
- No te muevas! (LP, novembre de 1995, Discos Suicidas)
- No te muevas! + Zona Especial Norte (CD, novembre de 1995, Discos Suicidas)
- No te muevas! (LP, vinil negre i vinil roig, setembre de 2014, Guns of Brixton Records)